# Matthias Lauterwald
Matthias Lauterwald (* um 1520 zu Elbing; † vor Juli 1555 in Eperies) war ein deutscher Philologe, Mathematiker und evangelischer Theologe.

## Leben
Über Lautenwalds Herkunft ist nichts bekannt. Er  studierte ab Juni 1540 auf Kosten des Herzogs Albrecht von Preußen an der Universität Wittenberg, wo er ein Schüler von Erasmus Reinhold und Philipp Melanchthon war. Während seines Wittenberger Aufenthaltes lernte er unter anderem Martin Luther in seinen letzten Lebensjahren kennen und erlebte die Folgen des Schmalkaldischen Krieges; beides sollte seine Ansichten prägen. Am 19. Februar 1549 erwarb er sich den akademischen Grad eines Magisters und kehrte nach Königsberg zurück, wo man ihm in Aussicht stellte, die Professur für Mathematik an der noch jungen Universität zu erhalten. 
Dort angekommen, beteiligte er sich nach der Antrittsdisputation von Andreas Osiander schon am 6. April 1549 an den theologischen Streitigkeiten gegen jenen. Dabei zog er aber den Kürzeren und wurde von seinem Dienstherrn durch Verbot gezwungen, weitere Ausführungen seinerseits vorzunehmen. Daraufhin wandte sich Lauterwald schriftlich am 16. April 1550 an Georg von Polentz, weil er sich benachteiligt fühlte. Da dieser erkrankt war, wurde das Schreiben an Paul Speratus weitergeleitet, der es zur Rechtfertigung an Osiander sandte. Osiander seinerseits übergab das Schreiben dem Herzog, der daraufhin Lauterwald am 15. Juli 1550 aus seinen Diensten entließ. Lauterwald kehrte nach Wittenberg zurück, wo er am 18. Oktober 1550 in den Senat der philosophischen Fakultät der Wittenberger Akademie aufgenommen wurde. 
1551 wurde er Prediger in Schulpforte und bald darauf Prediger im ungarischen Eperies. Dort geriet er als streitbarer Kopf jedoch 1554 abermals in die theologischen Auseinandersetzungen. Er wurde des Calvinismus beschuldigt. Die Eperieser Protestanten wandten sich an die Wittenberger Universität; doch als Melanchthon dann eine calvinistische Abweichung seines einstigen Schülers bestätigte, starb dieser bald darauf. In seiner Polemik soll Lauterwald soweit gegangen sein, dass er die lutherische Lehre von der Glaubensgerechtigkeit verleugnete. Nicht allein der Glaube (als Geschenk Gottes) mache den Sünder gerecht vor Gott, sondern es bedürfte auch der Buße und eines neuen Gehorsams, um gerecht zu werden.

## Werke (Auswahl)
Für eine vollständige Übersicht siehe das VD 16.
- Was vnser Gerechtigkeit heisse/ kürtslich vnd einfeltiglich/ gantz schlecht angezeiget/ wider des wesentichters Andree Osiandri/ schwermerische entzuckung/ die er darff vermessentlich Gottes wesentliche Gerechtigkeit/ nennen ... Creutzer, Wittenberg 1552. (Digitalisat)
- Fünff schlussprüche: wider Andream Osiandrum/ Von Matthia Lauterwalt Elbingensi gestellet/ vnd zu einem grunde geleget seinen volgenden Schrifften. Creutzer, Wittenberg 1552. (Digitalisat)
- Ein bedencken: Was zu halten sey von des erleuchten Herrn Doctor Jahannis Taulers (seliger gedechtnis) Offenbarung, entzückung und erleuchtung sampt seinen Schrifften, die on jre schuld die itzigen Wesentichter gantz verfinstert haben, das sie eine andere jrriger entzückung haben ertichten müssen. Creutzer, Wittenberg 1553. (Digitalisat)